# Reinhard Scheerer
Reinhard Scheerer (* 8. Oktober 1953 in Hamburg) ist ein deutscher evangelischer Theologe und  Autor.

## Leben
Nach Erlangung der Hochschulreife absolvierte Scheerer an der Freien Universität (FU) von Berlin ein Studium der Evangelischen Theologie, Judaistik und Publizistik. Dort wurde er auch zum Doktor der Philosophie im Fach Evangelische Theologie promoviert. Vor die Wahl gestellt: Mitarbeit in der Christlichen Friedenskonferenz (CFK) oder kirchlicher Dienst, entschied er sich für eine Arbeit in der CFK. Er arbeitete als Dozent für Neuere Kirchengeschichte an der Freien Universität Norddeutschland mit Sitz in Seevetal.
Scheerer war seit 1974 Mitglied des West-Berliner Regionalausschusses der Christlichen Friedenskonferenz, seit den 1980er Jahren als deren Sprecher. 1988 beteiligte er sich bei der Vorbereitung des 30-jährigen Jubiläums der tschechoslowakischen CFK. Er arbeitete bei der VI. Allchristlichen Friedensversammlung in deren Ausschuss zur Fortsetzung der Arbeit. Von 1993 bis 1995 moderierte er drei Tagungen der Europäischen Kontinentalvereinigung der CFK zur Geschichte der CFK.
Von 1996 bis 2003 war Scheerer Mitarbeiter von mission 21 (vormals Basler Mission) auf Bitten der Presbyterianischen Kirche im Sudan (PCOS) Professor für Theologie und Philosophie am Nile Theological College in Khartum.
Seit 2007 ist Scheerer als psychologischer Berater und Heilpraktiker für Psychotherapie tätig. Er lebt in Kaltenkirchen.
2020 wurde Scheerer als Pfarrdiakon in der Kreuzgemeinde zu Neumünster eingesegnet.

## Veröffentlichungen

### Schriften
- Evangelische Kirche und Politik 1945-1949. Zur theologisch-politischen Ausgangslage in den ersten Jahren nach der Niederlage des Dritten Reiches, Köln 1981, 376 S.
- Die Gossner-Mission auf dem Weg in die Bekennende Kirche. Eine politisch-theologische Skizze zur deutschen äußeren Mission 1930-1933, in: Wegmarken. Einschnitte und Wendepunkte in der 150-jährigen Geschichte der Gossner-Mission (1836-1986), hg. Hans-Uve Schwedler, Berlin 1986, S. 61–75.
- Ahasverus redivivus oder: Wir glauben, dass der Antichrist ein Jude sei, in: Antisemitismus und jüdische Geschichte. Studien zu Ehren von Herbert A. Strauss, hg. Rainer Erb/Michaela Schmidt, Berlin 1987, S. 449–463.
- ‚So weit es euch möglich ist, haltet mit allen Menschen Frieden’ (Römer 12,18). Zum konservativ-evangelikalen Widerstand gegen die Aussöhnung mit der Sowjetunion in der BRD, Prag 1988, 21 S.
- Zum christlich-marxistischen Dialog. Anmerkungen eines engagierten Christen, in: Berliner Dialog-Hefte. Zeitschrift der Gesellschaft zur Förderung des christlich-marxistischen Dialogs e. V., Berlin 1991, H. 3, S. 23–33.
- Die Christliche Friedenskonferenz als ‚kommunistische Frontorganisation im ideologischen Klassenkampf’. Zu Entstehung und Struktur eines Vorurteils, in: Gott schreibt auch auf krummen Linien gerade. Zur Geschichte der Christlichen Friedenskonferenz, hg. Reinhard Scheerer, Frankfurt/M. 1993, S. 15–32.
- Der Blick hinter die Kulissen. Die Christliche Friedenskonferenz im Spiegel der Staatsämtertagungen, in: Gott schreibt auch auf krummen Linien gerade. Zur Geschichte der Christlichen Friedenskonferenz (CFK), Frankfurt/M. 1993, S. 81–104.
- Missionsgeschichte – sozialgeschichtlich betrachtet. Die Berichte des Leipziger Missionsdirektors Karl Ihmels und seiner Frau, Annemarie Ihmels, von ihrer Inspektionsreise durch die deutschen Missionsgebiete Süd- und Ostafrikas 1927/28, in: Kirchenmission nach lutherischem Verständnis. Vorträge zum 100-jährigen Jubiläum der lutherischen Kirchenmission (Bleckmarer Mission), hg. Volker Stolle, Münster – Hamburg 1993, S. 83–93.
- Zum christlich-marxistischen Dialog in Europa. Eine Auswahlbibliographie (in Zusammenarbeit mit Axel Lange und Horst Dohle), in: Berliner Dialoghefte. Sonderheft 1994, 149 S.
- Bekennende Christen in den evangelischen Kirchen Deutschlands 1966-1991. Geschichte und Gestalt eines konservativ-evangelikalen Aufbruchs, Frankfurt/M. 1997, 176 S.
- Christentum oder Barbarei? Zur Kritik der ‚Christlichen Aufklärung’, in: Lutherische Theologie und Kirche 1999, S. 32–43.
- An Introduction to Philosophy. Part I, Khartoum North 2001, 86 S.
- A Guide to Institutions of Christian Theological Training in Sudan. Prepared for the Fellowship of Christian Theological Schools in Sudan (FCTSS), Khartoum North 2002, 18. S.
- An Introduction to Christian Ethics, Khartoum North 2003, 69 S.
- Seelsorge und/oder Psychotherapie? Eine (Er)Klärung, Norderstedt 2010, 104 S.
- Homöopathie "im Licht der Bibel" - bei Licht besehen, BoD, Norderstedt 2011.
- Logotherapie und Existenzanalyse. Viktor E. Frankl, Elisabeth Lukas und Alfried Längle. Eine Einführung, BoD, Norderstedt 2014.
- Ex oriente pax. Eine Geschichte der Christlichen Friedenskonferenz. Teil I 1958-1960, BoD Norderstedt 2019, ISBN 978-3-7494-0680-7.

### Herausgeberschaft
- Gott schreibt auch auf krummen Linien gerade. Zur Geschichte der Christlichen Friedenskonferenz (CFK), Frankfurt/M. 1993, 108 S.
- Hoffnung lässt nicht zu Schanden werden. Zur Geschichte der Christlichen Friedenskonferenz, Band 2, Frankfurt/M. 1995, 204 S.
- Um den rechten Dienst am Frieden. Theologische Beiträge. Werner Wittenberger zum 60. Geburtstag. Zur Geschichte der Christlichen Friedenskonferenz, Band 3, Frankfurt/M. 1995, 97 S.
- Nile Theological College Worship Book, Khartoum North 2000; revised edition 2002.